# 蔺家河村
蔺家河村，在河北省邯郸西稍南10KM，隶属于河北省邯郸县蔺家河乡。这个村传为蔺相如故乡，史书记载为邯郸人蔺相如的故宅。清代雍正《邯郸县志》记载：“邑地，有蔺家河，蔺家河村。”“传为蔺相如 故宅”。民国28年，杨肇基《邯郸县志》：“蔺家河村，在（邯郸）城西南20里，亦村名。”“蔺族曾居此。”《邯郸地名志》（1984年版本）记载：蔺家河地处邯郸县人民政府14.5KM。战国时期邯郸蔺相如故宅在此。因村有一河名蔺家河。

清代邯郸县令：英棨作诗“蔺相如宅”。